# Cyclosa tardipes ignava
Cyclosa tardipes là một phân loài nhện trong họ Araneidae.
Loài này thuộc chi Cyclosa. Cyclosa tardipes ignava được Tord Tamerlan Teodor Thorell miêu tả năm 1895.